# Fred Rai
Fred Rai, bürgerlich Manfred Raible (* 27. November 1941 in Ellwangen; † 24. April 2015 bei Dasing), war ein deutscher Reiter, Reitlehrer, Autor, Country-Sänger und Freizeitparkgründer.

## Leben
Fred Rai wurde 1941 als jüngster von fünf Söhnen eines Ellwanger Kartonagenfabrikanten geboren. Er absolvierte in jungen Jahren eine Klavier-, Gitarren- und Gesangsausbildung als Bassbariton. Im Kindes- und Jugendalter musizierte er im Rahmen der elterlichen Familie.
Auf Wunsch des Vaters erlernte er den Beruf des Versicherungskaufmanns und war im Alter von 28 Jahren der damals jüngste Bezirksdirektor eines großen deutschen Versicherungskonzerns.

### Wirken als Western- und Country-Star
Ab Mitte der 1970er Jahre machte er sich als reitender Country- und Schlagersänger einen Namen als singender Cowboy, war in der SWF-Hitparade vertreten und trat im In- und Ausland auf. Später reiste er mit der kompletten Kulisse einer Westernstadt durch Deutschland. Nachdem er seine Westernstadt für ein Ranchfest im August 1979 und weitere zwei Veranstaltungen auf seinem Reiterhof in Dasing bei Augsburg aufgestellt hatte, beschloss er deren Verbleib vor Ort. 1980 eröffnete er dort den Freizeitpark Fred Rai Western-City, wo er 2005 als Intendant und Schauspieler die jährlich ausgetragenen Süddeutschen Karl-May-Festspiele ins Leben rief, die auch nach seinem Tod weiter fortgeführt werden. Seine Rolle als Bösewicht „Colonel Brinkley“ im Stück Der Schatz im Silbersee bekam 2015 Peter Bechtel.

### Wirken als Pferdeausbilder
Auf seiner 1993 erworbenen Lucky Hills Ranch in Tombstone im US-Bundesstaat Arizona, wo er auch später seine Winter verbrachte, erlernte er das Westernreiten und befasste sich mit dem Pferdeverhalten.
Er entwickelte unter dem Namen Rai-Reiten eine Trainingsmethode, die vornehmlich dem Freizeit- und Wanderreiten dient. Das Rai-Reiten ist eine aus dem Westernreiten entstandene Impulsreitweise, in der nur zur Korrektur von Richtung, Stellung und Tempo auf das Pferd eingewirkt wird. Das Pferd soll „mitdenken“ und eigene Entscheidungen treffen. Es soll in Selbsthaltung laufen, Versammlung wird nicht angestrebt. Fred Rai lehnte Gebisse, Sporen und Gerte beim Freizeit- und Wanderreiten ab.
Der Reiter strebt einen tiefen Sitz an. Der Oberkörper ist in allen Gangarten in leichter Rücklage. Die Beine verbleiben in Verlängerung des Oberkörpers ohne Anspannung und ohne ständigen Kontakt mit dem Pferdeleib. Die Beine sind lang und der Absatz tief. Zur Hilfengebung werden sie rund 30 cm hinter den Sattelgurt geführt. Die Schenkelhilfe wird nur so lange gegeben, bis das Pferd die gewünschte Reaktion zeigt.
Die Zügel der gebisslosen Rai-Zäumung, ein Bändele genanntes Schnurhalfter, werden nur zur Korrektur eingesetzt.
Ein Rai-ausgebildetes Pferd wird nur durch entsprechende Körperdrehung und Gewichtsverlagerung gelenkt, angehalten und angetrieben. Die Bodenarbeit dient dazu die Rangordnung zwischen Mensch und Pferd zu klären und ihn zum Leittier seines Pferdes zu machen. So übergibt das Pferd dem Reiter das Sicherheitsdenken, wie einem ranghohen Pferd und sucht bei Gefahr Schutz und Geborgenheit beim Reiter. Es vertraut seinen Entscheidungen. Dieses Dominanzverhältnis wird durch klare Regeln, Konsequenz und Zuverlässigkeit des Menschen gestärkt. Es wird bei der Ausbildung des Pferdes mit positiver Verstärkung durch Belohnung und Belohnungston, ein stimmlich tiefes „Hoho“, gearbeitet, wie beim Klickertraining mit Hunden. Auch das Gegenteil – ein scharfer Zischlaut zur Quittierung unerwünschten Verhaltens – ist Bestandteil dieser Reitlehre. Zur Bodenarbeit gehört auch Gelassenheitstraining.
1993 gründete er die Bundesvereinigung für RAI-Reiten, zu der mittlerweile mehrere Ausbildungsstätten im europäischen Ausland zählen. Er war Mitglied der Gewerkschaft für Tiere. Im Oktober 2011 übergab er 4000 Unterschriften zur Forderung verkürzter Fahrzeiten bei Schlachttiertransporten im Rahmen der Kampagne 8hours an den Deutschen Tierschutzbund.

## Tod
Fred Rai befand sich am Abend des 24. April 2015 auf einem Ausritt mit seiner Lebensgefährtin im Waldstück Neulholz, als er vom Pferd stürzte. Der Verdacht von Mitarbeitern auf einen Schlaganfall als Ursache für den Sturz wurde vom behandelnden Notarzt später offiziell bestätigt.

## Veröffentlichungen

### Musik
Alben
- Fred Rai (LP 1976; MC bei VM Records 1980?)
- Westernsongs (MC; Tyrolis; 1980?)
- Einmal leben wie ein Cowboy (MC bei VM Records 1982?; LP bei Deutsche Austrophon 1983; CD-Neuauflage bei Shams Records 2000)
- Weites Land (LP bei Bellaphon Records 1984)
- Die schönsten Pferde- und Reiterlieder (Te Bi Ton; 1985)
- Deutsche Westernlieder (MC bei MCP 1992?)
- Brüder sind wir im Leben (MC 1992?)
- Dein bester Freund: die schönsten Pferdelieder (CD beim Weltbild-Verlag 1995)
- Romantic Campfire (CD 2003)

Singles
- Hot Gun Town / Steppenreiter (Rex Records)
- Dolly-Dolly-Bell / Der Ritt Nach Wichita (DCM)
- Alter Mississippi-Fährmann (DCM 1987?)
- Weißer Mann / Sing mit mir das Lied des Lebens (DCM 1989?)
- Auch ein Pferd hat ein Recht (DCM 1989?)

Kompilationsbeiträge
- Schlager von damals – Folge 2 (LP 1984)
- Rauhreif. Wir bleiben Freunde – und halten z'amm (CD 1994)
- Lava (Lava Luna Records 1999)
- Deutsche & Trucker Western Hitparade (CD/LP bei Eurotrend 2000)

## Film und Fernsehen
Insgesamt hatte Fred Rai Auftritte in über 150 Fernsehshows, -serien und -filmen, unter anderem in:
- 197?: Urlaub zu Pferd (ZDF-Fernsehfilm)
- 1972/73: Stadt ohne Sheriff (ZDF-Serie)
- 1991: Tatort: Wer zweimal stirbt (Regie: Ilse Hofmann)
- 12. März 2010: Kölner Treff
- 2011: ML Mona Lisa

## Auszeichnungen
- 2008: Verdienstmedaille in Silber, Landkreis Aichach-Friedberg[13]
- Ehrenurkunde des Deutschen Tierschutzbundes
- Ehrenbürgermeister von Tombstone, Arizona, Vereinigte Staaten[3]